# Politihelikopter-styrtet i Kenya 2012
Politihelikopter-styrtet i Kenya 2012 var et styrt med en helikopter fra det Kenyanske politi den 10. juni, 2012. Eurocopter AS350 styrtede ned i en bakke, og dræbte alle passagerer og besætningsmedlemmer ombord. Blandt det omkomne var Kenya's sikkerhedsminister George Saitoti samt hans næstkommanderende Orwa Ojode. 

## Ulykken
Eurocopter AS350 lettede fra Wilson Airport i Nairobi, med destination i Ndhiwa, fuldt lastet med to ledende kenyanske politiofficerer som piloter og fire passagerer ombord: disse fungerede som bodyguards for embedsmændene. Den sidste radiokontakt med helikopteren var fem minutter efter det forlod Wilson Airport kl. 8:32 lokal tid, og flyet forsvandt fra radaren yderligere fem minutter senere kl 8:42, lokal tid. Det styrtede ned i Kibiku-området, i Ngong-skoven nær Nairobi hvor helikopteren brød i brand. Alle seks personer blev dræbt ved styrtet. Transportminister Amos Kimunya rapporterede at vejret var 'normalt', med en sigtbarhed på otte kilometer.

## Flyet
Den nedstyrtede helikopter var en Eurocopter AS350B3e Ecureuil, med halenummeret 5Y-CDT. Den blev fremstillet i 2011 og nåede at flyve under 100 timer, efter fremstilling. Den blev købt for at erstatte de gamle Mil Mi-17-helikoptere hos kenyas politi.. 

## Flyveplan
Destinationen for helikopteren var Ratang’ en landsby i Ndhiwa-valgkredsen, Homa Bay.
De to ministre skulle deltage, i et arrangement ved den katolske kirke, Nyarongi. Flere personer meldte afbud til arrangementet, efter at distriktskommissæren i Homa Bay-distriktet og den lokale politichef, bekendtgjorde dødsfaldet for de to politikere. Blandt dem de rmedlte afbud var moderen samt andre nære slægtninge i Orwa Odoje..

## Dødsfald
Alle seks ombord omkom ved styrtet: